# Tall Girl 2
Série
Tall Girl
(2019)
Pour plus de détails, voir Fiche technique et Distribution.
Tall Girl 2 est un film américain réalisé par Emily Ting et sorti en 2022.

## Synopsis
Jodi et Dunkleman vivent leur histoire d'amour mais la nouvelle popularité de Jodi à l'école met leur idylle en péril.

## Fiche technique
- Titre : Tall Girl 2
- Réalisation : Emily Ting
- Scénario : Sam Wolfson
- Musique : Mateo Messina
- Photographie : Shane Hurlbut
- Montage : Melissa Kent
- Production : Corey L. Marsh, McG et Mary Viola
- Société de production : Wonderland Sound and Vision
- Pays :  États-Unis
- Genre : Comédie romantique
- Durée : 97 minutes
- Dates de sortie : 
  - Netflix : 11 février 2022

## Distribution
- Ava Michelle : Jodi Kreyman
- Griffin Gluck : Jack Dunkleman
- Sabrina Carpenter : Harper Kreyman
- Anjelika Washington : Fareeda Marks
- Luke Eisner : Stig Mohlin
- Steve Zahn : Richie Kreyman
- Angela Kinsey : Helaine Kreyman
- Clara Wilsey : Kimmy Stitcher
- Rico Paris : Schnipper
- Jan Luis Castellanos : Tommy Torres
- Johanna Liauw : Stella Mohlin
- Chris Wylde : Corey Dunkleman
- Rachael Thompson : Mle. Lee
- Odessa Feaster : la mère de Fareeda
- Doug Spearman : le père de Fareeda
- Haley Baird Riemer : Bianca
- Simone Amos : Donna
- Hawn Tran : Mikey
- Kyra Hurlbut : Suzie
- Kevin Miles : Myles
- Kelly Hodges : Alie

## Accueil
Le film a reçu un accueil défavorable de la critique. Il obtient un score moyen de 35 % sur Metacritic.